# 巫佛年
巫佛年（1955年—），是一名已退役馬來西亞男子羽球運動員。
1973年，巫佛年代表馬來西亞在東南亞運動會羽毛球比賽上獲得男子團體賽銀牌。1975年，他在同一賽事獲得男子單打銅牌。在1978年的大英國協運動會上，他與王仲文一起贏得男子雙打銀牌。
他曾代表馬來西亞參加1976年湯姆斯盃，在對陣衛冕的印尼隊時，他與詹姆斯·西華拉治搭檔雙打，先以4:15、1:15輸給紀明發/張鑫源組合，再以6:15、2:15輸給梁春生/洪耀龍組合；他也以第三單打身份出賽一場單打，以1:15、7:15輸給梁春生；最後全隊以0-9輸球而獲得亞軍。